# Norges Håndballforbund
Norges Håndballforbund (NHF) har hand om organiserad handboll i Norge. Förbundet bildades den 2 maj 1937. Norge är med i Norges Idrettsforbund (NIF), europeiska handbollsförbundet och internationella handbollsförbundet (IHF). 
Förbundet kontrollerar de norska herr- och damlandslagen samt diverse junior- och ungdomslandslag.
Då förbundet bildades fanns bara två klubbar med officiellt aktiva handbollssektioner, Sportsklubben Arild och Ullern skiklubb.

### Fotnoter
1. ↑  ”International Handball Federation”. http://www.ihf.info/TheIHF/Profile/tabid/74/Default.aspx. Läst 19 september 2011.